# Liste der Auszeichnungen der Sängerin Fergie

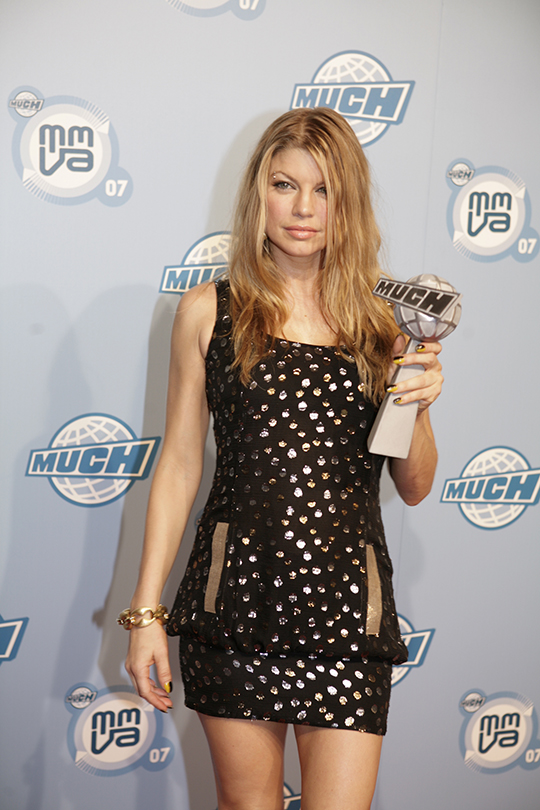
Stacy Ferguson im Juni 2007 bei den MuchMusic Video Awards.

Dies ist eine Liste der Auszeichnungen der US-amerikanischen Sängerin und Rapperin Fergie.

## American Music Awards
- 2007: Best Pop/Rock Female Artist – gewonnen

## ASCAP
- 2008: Song of the Year (Big Girls Don’t Cry) – gewonnen

## Billboard Music Awards
- 2007: Artist of the Year – nominiert
- 2007: Female Artist of the Year – gewonnen
- 2007: Hot 100 Artist of the Year – nominiert
- 2007: Female Hot 100 Artist of the Year – gewonnen
- 2007: Best Digital Songs Artist – gewonnen
- 2007: Pop 100 Artist of the Year – gewonnen
- 2007: Best Digital Tracks (Big Girls Don’t Cry) – gewonnen

## Grammy Awards
- 2008: Best Female Pop Vocal Performance (Big Girls Don’t Cry) – gewonnen

## Juno Awards
- 2008: International Album of the Year (The Dutchess) – nominiert

## Los Premios MTV Latinoamérica
- 2007: Mejor Artista Nuevo Internacional (Best New International Artist) – gewonnen

## MTV Australia Awards
- 2008: Favorite International Artist – nominiert
- 2008: Video Star (Clumsy) – nominiert
- 2007: Sexiest Video (Fergalicious) – gewonnen
- 2008: Music Video of the Year – nominiert

## MTV Video Music Awards Japan
- 2007: Best Female Video (Big Girls Don’t Cry) – gewonnen
- 2009: Best Collaboration Video (Party People) – gewonnen

## MTV Video Music Awards
- 2007:Best Female Artist – gewonnen

## MuchMusic Video Awards
- 2007: Best International Video (Fergalicious) – gewonnen
- 2007: People’s Choice: Favorite International Artist – nominiert
- 2008: Best International Video (Clumsy) – nominiert
- 2008: MuchMusic.com Most Watched Video (Big Girls Don’t Cry) – nominiert

## Nickelodeon Kids’ Choice Awards
- 2008: Favorite Female Singer – gewonnen

## NRJ Music Awards
- 2008: International Female Artist of the Year – gewonnen

## People’s Choice Awards
- 2008: Female Singer – nominiert
- 2008: Favorite Pop Song (Big Girls Don’t Cry) – nominiert
- 2009: Favorite Song from a Soundtrack (Labels or Love) – nominiert

## Teen Choice Awards
- 2007: Choice Female Artist – gewonnen
- 2009: Summer: Celebrity Dancer – nominiert

## World Music Awards
- 2007: World’s Best Selling R&B Artist – nominiert
- 2007: World’s Best Selling New Artist – nominiert